# Deuce McAllister
Dulymus Jenod McAllister, detto Deuce (Ludlow, 27 dicembre 1978), è un giocatore di football americano statunitense che ha giocato nel ruolo di running back per tutta la carriera con i New Orleans Saints della National Football League (NFL). Fu scelto come 23º assoluto nel Draft NFL 2001 dopo avere giocato al college a Mississippi. È il leader di tutti i tempi dei Saints per yard corse e touchdown su corsa segnati in carriera.

## Carriera professionistica

### New Orleans Saints
McAllister fu scelto dai New Orleans Saints nel primo giro del Draft 2001, diventando il loro running back titolare dopo la scambio di Ricky Williams. Superò le mille yard corse in tre stagioni consecutive, primo giocatore della storia della franchigia. Nel 2003 finì secondo nella NFC con un primato in carriera di 1.641 yard corse (secondo della storia della squadra dopo le 1.674 yard di George Rogers nel 1981). A fine anno divenne il primo e unico e running back dei Saints a venire convocato per due Pro Bowl consecutivi.
McAllister fu inserito in lista infortunati il 10 ottobre 2005 dopo essersi rotto il legamento crociato del ginocchio destro. Tornò in campo nel 2006 e malgrado fosse ancora il titolare, divise i possessi col rookie Reggie Bush. Nella prima gara di playoff in carriera, il 16 gennaio 2007, corse 143 yard e un touchdown, oltre a ricevere 20 yard e a segnare un altro touchdown su ricezione, nella vittoria di New Orleans sui Philadelphia Eagles 27–24 che fece guadagnare alla squadra la prima finale di conference in quarant'anni di storia.
Il 24 settembre 2007, durante una gara contro i Tennessee Titans, McAllister si ruppe il legamento crociato anteriore del ginocchio sinistro, facendogli perdere il resto della stagione. Tornò in campo il 14 settembre 2008 contro i Washington Redskins, correndo due volte per dieci yard. Segnò il suo primo touchdown dopo due anni nella gara del 24 dicembre 2008 contro i San Francisco 49ers. Esattamente un mese prima, era diventato il leader di tutti i tempi della franchigia, superando George Rogers nella gara contro i Green Bay Packers. I Saints svincolarono McAllister il 17 febbraio 2009 a causa di problemi col salary cap.
Dopo essere rimasto senza squadra per l'intera stagione regolare 2009, McAllister rifirmò coi Saints il 15 gennaio 2010, poco prima della sfida del secondo turno di playoff contro gli Arizona Cardinals, per fungere da capitano onorario. "Deuce McAllister ha sempre portato con sé lo spirito dei New Orleans Saints e della città di New Orleans" disse il capo allenatore dei Saints Sean Payton nel commentare il suo ritorno con la squadra. Una settimana dopo, McAllister annunciò la sua intenzione di ritirarsi formalmente dopo la fine dei playoff. Anche se non scese in campo, fece parte del roster dei Saints che batterono gli Indianapolis Colts nel Super Bowl XLIV, venendo premiato anch'egli con l'anello di campione.

## Palmarès

### Franchigia
- Super Bowl : 1

New Orleans Saints: Super Bowl XLIV
- National Football Conference Championship: 1

New Orleans Saints: 2009

### Individuale
- Convocazioni al Pro Bowl: 2

2002, 2003
- First-team All-Pro: 2

2002, 2003

## Statistiche
| Yard su corsa      | 6.096 |
| Touchdown su corsa | 49    |